# سالبادور كاستانيدا سالسيدو
سالبادور كاستانيدا سالسيدو هو سياسي مكسيكي، ولد في 20 نوفمبر 1957 في ولاية خاليسكو في المكسيك. نشط حزبياً في الحزب الثوري المؤسساتي. وقد انتخب عضو مجلس النواب المكسيك ‏.